# Hirofumi Watanabe
Hirofumi Watanabe (渡部 博文 Watanabe Hirofumi?, Yamagata, 7 de julio de 1987) es un exfutbolista japonés que jugaba como defensa.

## Trayectoria

### Clubes
| Club                   | País  | Año       |
| ---------------------- | ----- | --------- |
| Kashiwa Reysol         | Japón | 2010-2014 |
| Tochigi S. C. (cedido) | Japón | 2011      |
| Vegalta Sendai         | Japón | 2015-2016 |
| Vissel Kobe            | Japón | 2017-2020 |
| Renofa Yamaguchi F. C. | Japón | 2021-2022 |

## Palmarés

### Títulos nacionales
| Título             | Club        | País  | Año  |
| ------------------ | ----------- | ----- | ---- |
| Copa del Emperador | Vissel Kobe | Japón | 2019 |
| Supercopa de Japón | Vissel Kobe | Japón | 2020 |